# بعض أفكار ابن تيمية في العقيدة (كتاب)
بعض أفكار ابن تيمية في العقيدة عرض وتحليل هو كتاب من تأليف الدكتور محمد سالم أبو عاصي ناقش فيه بعض أفكار ابن تيمية في العقيدة الإسلامية، وانتقد فيه السلفية، وتناول في بحثه المسائل التالية:
1. من هم أهل السنة، وما المنهج المتبع لاستحقاق هذا الوصف؟
2. ما المنهج الذي ألزم ابن تيمية نفسه به، وسار عليه فيما انتهى إليه من مسائل العقيدة.
3. نموذج من تطبيقات هذا المنهج ومناقشته.

## مقدمة الطبعةالشامية
| بعض أفكار ابن تيمية في العقيدة (كتاب) | الحمد لله الذي بنعمته تتم الصالحات، والصلاة والسلام الأتمان الأكملان على سيد الخلق وحبيب الحق سيدنا محمد، وعلى آله وصحبه أجمعين. وبعد، فهذه طبعة جديدة، ومتميزة لبحث مناقشة ابن تيمية رحمه الله لبعض أفكاره في العقيدة الإسلامية، بعد طبعة أولى في القاهرة. وبداية أقول: حقيقة ناصعة، لا يمكن أن تغيب إلا عن بال ذي شذوذ في عقيدته، أو ذي عصبية غلابة تحجبه عن رؤية البدهيات، وهي أن الله سبحانه وتعالى متصف بكل صفات الكمال، منزه عن كل صفات النقصان، وذلك أخذاً من دلالة العقل، وبرهان النقل، {ليس كمثله شيء وهو السميع البصير}. هذا هو المحور في باب الاعتقاد بعد الفراغ من إقامة الأدلة على مطلب إثبات واجب الوجود سبحانه وتعالى والمنطق العقلي يقرر بأن نضع المحور أولاً، ثم ننظر كيف نستدير الخط من حوله ثانياً. ومما لا شك فيه أن العقيدة الإسلامية، تقوم على عموديين اثنين في إثباتها: 1. الدليل العقلي، والنقلي المتواتر في ثبوته، القطعي في دلالته. 2. ثم جملة قواعد دلالية بيانية، أخذت من تتبع كلام العرب، تكون ميزاناً علمياً محكماً في تفسير نصوص الشارع، ومعرفة مدلولاتها ومقاصدها. ومن التزم بمقتضى هذا الميزان، فهو من أهل السنة والجماعة، ومن تنكب عنه، فليس منهم، مهما علا صوته وحاول الالتصاق بالكتاب والسنة. وهذه الحقيقة من الوضوح بمكان. وانطلاقاً من هذه الحقيقة، فإن كثيراً من مسائل الاعتقاد التي ذكرها ابن تيمية في جل كتبه خارجة عن هذا الميزان، وقد حاول هذا البحث أن يقف عند بعضها، محللاً لها، ومناقشاً إياها، مبيناً، أن القول بالقدم النوعي، وتسلل العلل، وتأثير الأسباب في مسبباتها، والأخذ بظواهر النصوص، ووصف الباري سبحانه وتعالى بأنه أبدي عن بعضه، انفصالاً ذاتياً، وأن له اليدين اللتين هما اليدان، كل ذلك خارج عن منهج الكتاب والسنة، ومذهب العلماء الربانيينن المحققين من هذه الأمة. والعجيب الذي يبكي قبل أن يضحك أنك تجد القائلين بهذه المسائل، يرفعون ستار التمسك بالسلف الصالح. ألا فليعلم الحالمون بالسلف، المتغزلون بالسلفية، أن إقامة عقيدة السلف، كان على خلاف هذه المسائل، كما هو مبين في متن هذا البحث. وأعتقد أن كل من تحرر من ربقة التقليد، ومن سلطان العصبية المذهبية، وحب الانتصار للذات سوف يدرك من خلال هذا البحث، ومن غيره مما كتبه العلماء الربانيون، مخالفة هذه المسائل لكل من المعقول والمنقول. وأخيراً: اللهم زدنا توحيداً لذاتك العليّة، وصفاتك السنية، سبحانك لا نحصي ثناء عليك، أنت كما أثنيت على نفسك. وصلى الله على سيدنا محمد وسلم تسليماً كثيراً. الدوحة 2010/10/25 | بعض أفكار ابن تيمية في العقيدة (كتاب) |

## محتوى الكتاب
- مقدمة الطبعة الشامية
- المقدمة
- من هم أهل السنة
- نظرة تاريخية لنشأة عقيدة أهل السنة والجماعة
- هل الأشاعرة فرقة خارجة عن معتقد أهل السنة والجماعة
- أصول الأشاعرة في العقيدة
- مكانة خبر الآحاد في العقيدة
- أصول الإمام ابن تيمية في العقيدة
- منهج أهل السنة بالنصوص المتشابهة
- منهج ابن تيمية بالنصوص المتشابهة
- المجاز عند ابن تيمية
- بعض المسائل التي استحدثها الإمام ابن تيمية في العقيدة
- كلمة الختام
- فهرس المراجع
- السيرة الذاتية للمؤلف
- فهرس الموضوعات